# Martin Bubanj
Martin Bubanj (Križišće/Mali Dol, 12. studenoga 1898. – Kostrena, 27. travnja 1945.),  župnik i vjeroučitelj, jedan od prvaka Katoličkog pokreta na Sušaku.

## Životopis
Martin Bubanj zaređen je za svećenika 1921. godine. Bio je kapelan i srednjoškolski vjeroučitelj u Ogulinu, a potom kateheta na Sušaku. Odlukom biskupa Ivana Starčevića postao je 1934. godine glavnim urednikom časopisa Istina, koji je bio važna sastavnica Katoličkog pokreta na Sušaku. Časopis je širio ideje socijalne pravde u katoličkom duhu, u opreci s tada modernim liberalnim i komunističkim politikama; također je pisao protiv pokušaja nametanja pravoslavlja kao državne religije u Kraljevini Jugoslaviji. U ožujku 1936. imenovan je župnikom na Trsatu, a nakon razgraničenja drevne trsatske župe sv. Jurja i osnivanja župe sv. Ćirila i Metoda na Sušaku, Martin Bubanj imenovan je prvim sušačkim župnikom. ”.
Odmah po dolasku partizana na Sušak, 21. travnja 1945. godine, oni su ga uhitili i odveli u pritvor organiziran u školi u Kostreni. Nakon nekoliko dana, bez suđenja su ga ubili nad krškom jamom Bezdan pokraj Kostrene, te su ga ubacili u tu jamu zajedno s mnogim drugima. Nakon njegove smrti, podignuta je pred komunističkim vlastima optužnica protiv već ubijenog Martina Bubnja. U optužnici se navodi da je Bubanj bio pristalica Nezavisne Države Hrvatske, ali također da “nije pristajao uz ustaški pokret koji je kritizirao i ismijavao”; dodaje se u optužnici da je “bio je vrlo pametan i inteligentan, prijazan i dobar prema ljudima, tako da su ga svi voljeli. Pomagao je svima, pa čak i partizane je izvlačio iz zatvora. Na taj način htio je sakriti svoj pravi rad.”
Povodom pedesete obljetnice smrti Martina Bubnja, 27. travnja 1995. godine, postavljena mu je spomen-ploča u atriju crkve Presvetog Srca Isusova na Sušaku na kojoj piše da je bio žrtva komunističkog nasilja.

## Vanjske poveznice
- "[neaktivna poveznica], str. 25
- 12. studenoga 1898. rođen Martin Bubanj – mučenik hrvatskog Kvarnera, Narod.hr, 12. studenog 2020.